# Die Bienmann-Saga
Die Bienmann-Saga ist eine vierteilige Jugendroman-Reihe des Schriftstellers Willi Fährmann.
Die Bücher der Reihe beschäftigen sich über einen Zeitraum etwa 100 Jahren mit der Familie Bienmann. In jedem Buch steht ein anderer Protagonist aus einer anderen Generation im Vordergrund. Alle vier Romane verlebendigen einen bestimmten Abschnitt der deutsch-polnischen Geschichte.
Die Saga beginnt im ausgehenden 19. Jahrhundert mit der Auswanderungswelle in Richtung Amerika (Der lange Weg des Lukas B.) über die Zeit im entmilitarisierten Rheinland nach dem Ersten Weltkrieg im Jahr 1919 (Zeit zu hassen, Zeit zu lieben) und über den Zweiten Weltkrieg und die Flüchtlingsströme aus Ostpreußen im Jahre 1944 und 1945 (Das Jahr der Wölfe), bis hin in die 1970er Jahre, in denen Spätaussiedler um 1971 aus Polen in die Bundesrepublik kamen (Kristina, vergiß nicht). Jeder Roman ist eine in sich geschlossene Geschichte und kann auch einzeln gelesen werden.
Die Bücher der Tetralogie erschienen nicht in chronologischer Reihenfolge. Vielmehr kam zuerst Das Jahr der Wölfe heraus (1962), gefolgt von Kristina, vergiss nicht (1974), Der lange Weg des Lukas B. (1980) und Zeit zu hassen, Zeit zu lieben (1985).

## Aktuelle Ausgaben
- Der lange Weg des Lukas B. Süddeutscher Verlag, München 2005, ISBN 3-86615-104-7
- Zeit zu hassen, Zeit zu lieben. Arena Verlag, Würzburg 2001, ISBN 3-401-02527-9
- Das Jahr der Wölfe. - Arena Verlag, Würzburg 2002, ISBN 3-401-02528-7
- Kristina, vergiß nicht. Arena Verlag, Würzburg 2001, ISBN 3-401-02529-5
- Die Bienmann-Saga. Alle vier Bücher in einer Ausgabe, Arena Verlag, Würzburg 2009, ISBN 978-3-401-06520-5